# スバルバール大学
スバルバール大学（スバルバールだいがく、英語: The University Centre in Svalbard; UNIS）は、ノルウェー領スヴァールバル諸島スピッツベルゲン島のロングイェールビーンにある大学である。1993年に設立された。北極圏に所在し、緯度は北緯78度であり、世界最北の大学である。
北極科学の研究拠点となっている大学であり、生物学（biology）、地学（geology）、地球物理学（geophysics）、工学（technology）の4分野の研究が行われている。教育では、学部生を主対象とした学期単位での授業のほか、大学院生を主対象とした1ヶ月間の授業があり、世界中から学生が集まる。また、世界中から訪問した研究者の授業を受けることもできる。
授業料は基本的に無料である（ただしsemester feeは支払う必要がある）。